# Football Club Baník Ostrava 2000-2001
Questa voce raccoglie le informazioni riguardanti il Football Club Baník Ostrava nelle competizioni ufficiali della stagione 2000-2001.

## Rosa
| N. |                       | Ruolo | Calciatore     |
| -- | --------------------- | ----- | -------------- |
| 22 | Rep. Ceca (bandiera)  | P     | Vít Baránek    |
| 1  | Slovacchia (bandiera) | P     | Kamil Susko    |
| 3  | Slovacchia (bandiera) | D     | Petr Drozd     |
| 5  | Rep. Ceca (bandiera)  | D     | René Bolf      |
| 18 | Rep. Ceca (bandiera)  | D     | Josef Dvorník  |
| 2  | Rep. Ceca (bandiera)  | D     | Petr Veselý    |
| 13 | Rep. Ceca (bandiera)  | D     | Robert Caha    |
| 9  | Slovacchia (bandiera) | D     | Marek Špilár   |
| 12 | Rep. Ceca (bandiera)  | C     | Rostislav Kisa |

| N. |                       | Ruolo | Calciatore         |
| -- | --------------------- | ----- | ------------------ |
| 11 | Rep. Ceca (bandiera)  | C     | Lubomir Kubica     |
| 15 | Rep. Ceca (bandiera)  | C     | Bronislav Cervenka |
| 4  | Rep. Ceca (bandiera)  | C     | Martin Lukeš       |
| 10 | Slovacchia (bandiera) | C     | Peter Németh       |
| 17 | Rep. Ceca (bandiera)  | C     | Libor Sionko       |
| 14 | Rep. Ceca (bandiera)  | C     | Radek Slončík      |
| 20 | Slovacchia (bandiera) | A     | Martin Prohászka   |
| 21 | Rep. Ceca (bandiera)  | A     | Miroslav Matušovič |
| 27 | Rep. Ceca (bandiera)  | A     | Milan Baroš        |